# Spring Symphony

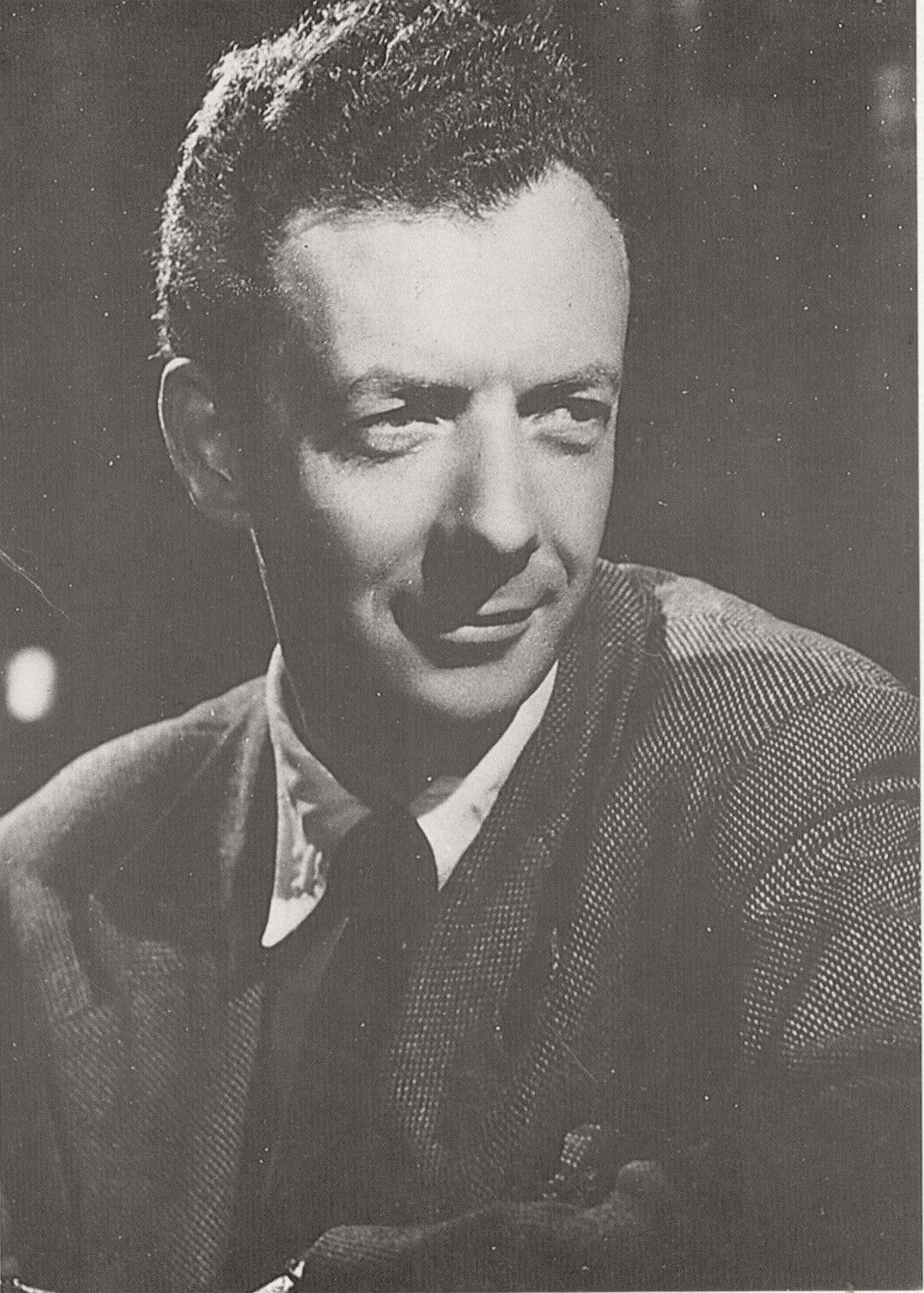
Britten en la década de 1940.

Spring Symphony, Op. 44 (Sinfonía de primavera) fue compuesta por Benjamin Britten en 1949. Se trata de una sinfonía coral escrita para solistas, coro y orquesta. La obra está dedicada a Serguéi Kusevitski y a la Orquesta Sinfónica de Boston.

## Historia

### Composición

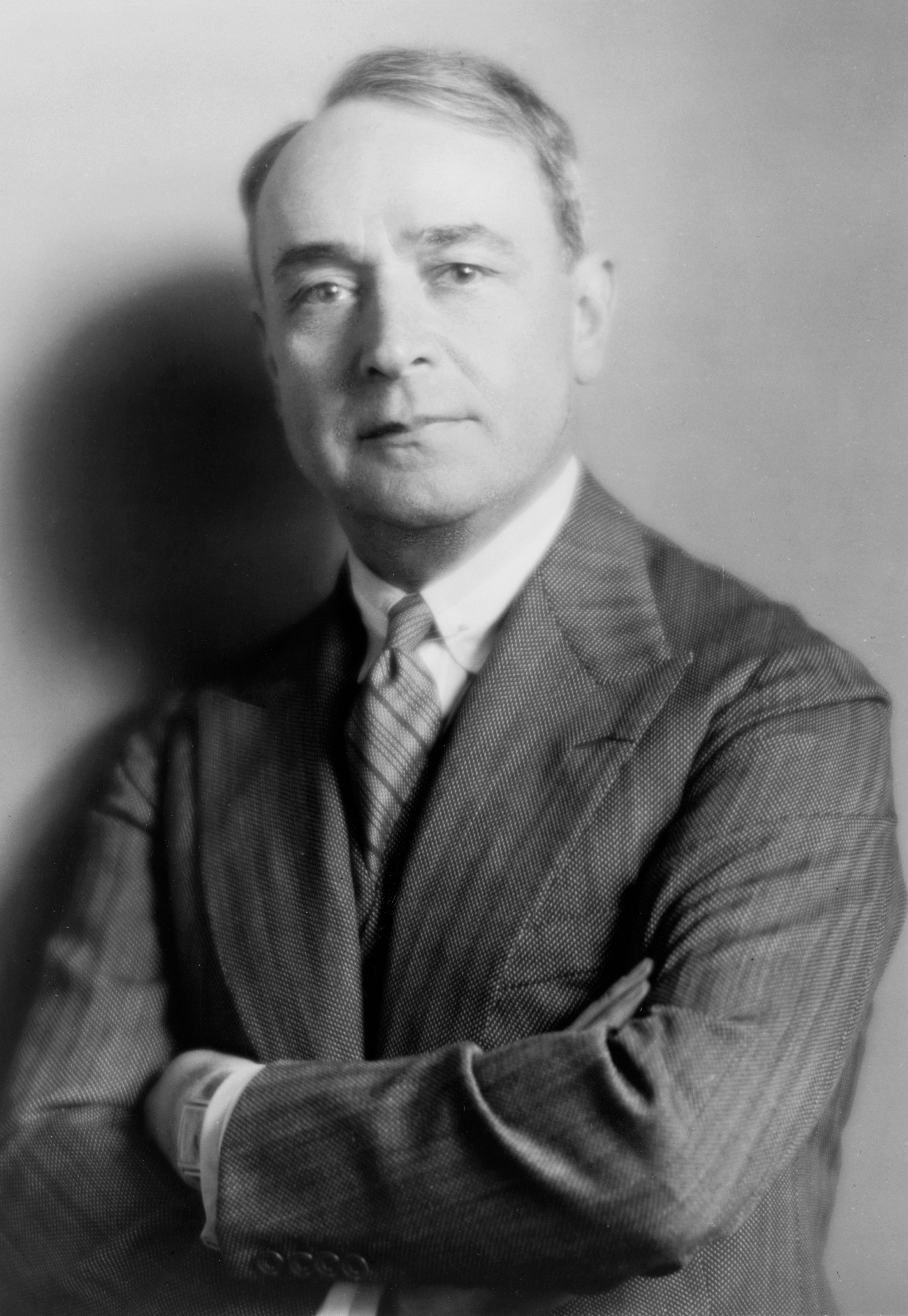
Serguéi Kusevitski, dedicatario de la obra.

La Fundación Musical Koussevitzky encargó esta obra al maestro inglés. Ya en 1942 el director de orquesta ruso había encargado a Britten la ópera Peter Grimes para el Festival de Tanglewood, si bien aceptó que fuese estrenada en Londres a causa de la guerra. Britten asistió al estreno estadounidense en 1946 en Tanglewood, tras el cual Kusevitski le encargó una sinfonía con voces.
La composición se desarrolló entre octubre de 1948 y junio de 1949. Esta fue su tercera incursión en el género sinfónico, tras Simple Symphony de 1934 y Sinfonia da Requiem de 1940. Se trata de una sinfonía en el sentido más amplio del término ya que en realidad es un ciclo de canciones basadas en una serie de poemas relativos a la salida del invierno y la renovación y el renacimiento que trae la primavera. El compositor inicialmente había pensado en utilizar textos latinos medievales, pero finalmente se decidió por versos líricos de poetas británicos principalmente de los siglos XVI y XVII. Britten dijo que se inspiró en "un día de primavera especialmente hermoso en Suffolk Oriental"; sin duda también encontró inspiración, o al menos un precedente, para la forma de su obra en la Sinfonía coral de Gustav Holst.
La dedicatoria que figura en la partitura es "For Serge Koussevitzky and the Boston Symphony Orchestra" (para Serguéi Kusevitski y la Orquesta Sinfónica de Boston). Una copia manuscrita de la partitura se conserva en la Biblioteca Britten-Pears en Aldeburgh, Suffolk.

### Estreno y publicación

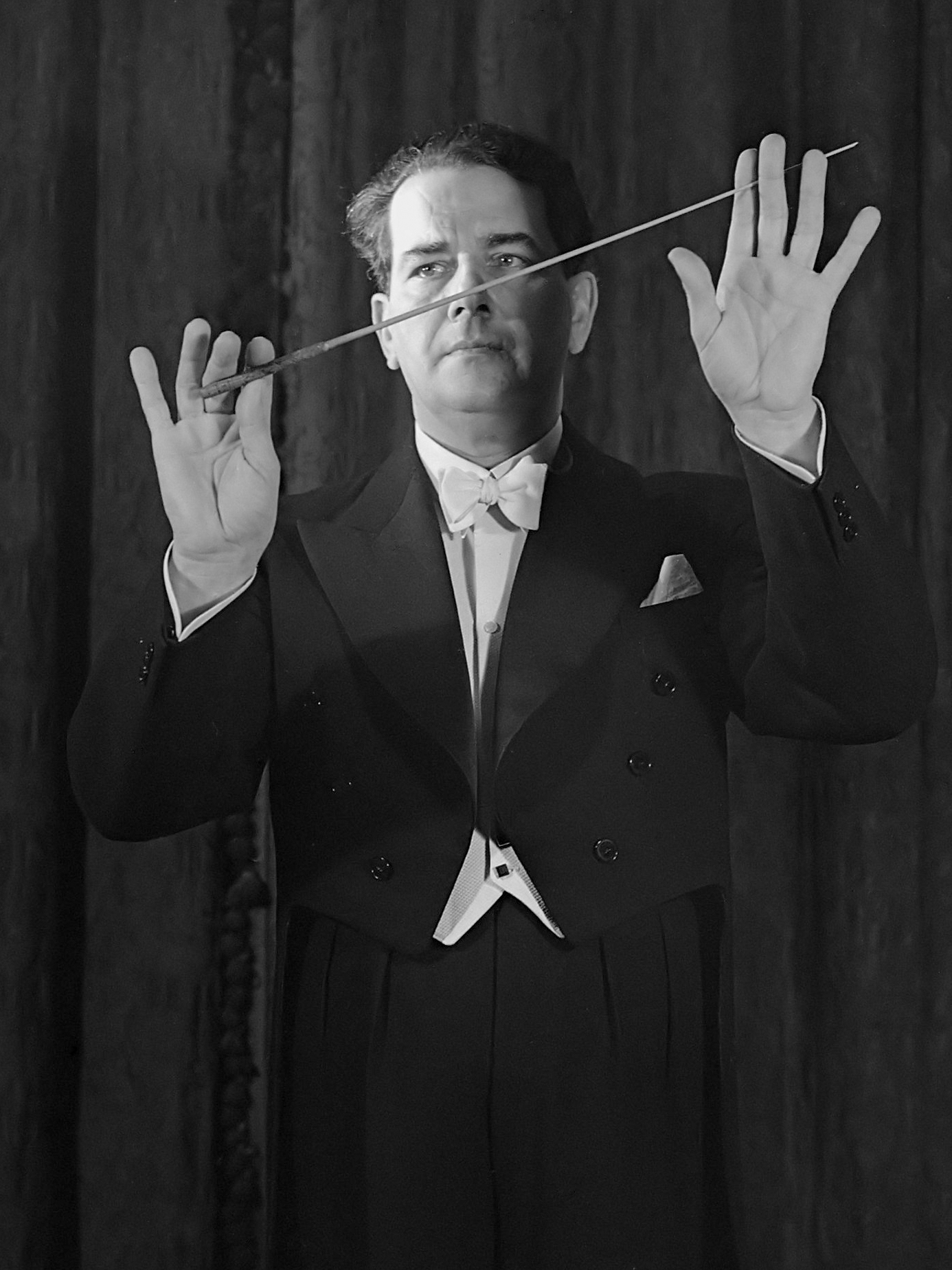
Eduard van Beinum, director del estreno.

El estreno se celebró el 14 de julio de 1949 en el Concertgebouw de Ámsterdam en el marco del Festival de Holanda con la interpretación de los solistas Jo Vincent (soprano), Kathleen Ferrier (contralto), Peter Pears (tenor), el Gran coro de radiodifusión (Groot Omroepkoor), el coro de niños de la iglesia de San Willibrord de Róterdam, la Orquesta Real del Concertgebouw dirigida por Eduard van Beinum. La segunda interpretación tuvo lugar al mes siguiente en el Festival de Tanglewood llevada a cabo por la Orquesta Sinfónica de Boston bajo la batuta de Sergey Koussevitzky, que eran los dedicatarios de la obra.
La primera publicación de la pieza fue llevada a cabo en 1949 por la editorial Boosey & Hawkes en Londres.

## Instrumentación
La partitura está escrita para voces solistas, coro y una orquesta formada por:
- Viento madera: 3 flautas (3.ª también flautín y flauta alto), 2 oboes, 1 corno inglés, 2 clarinetes en si bemol, 1 clarinete bajo en si bemol, 2 fagotes, 1 contrafagot.
- Viento metal: 4 trompas, 3 trompetas, 3 trombones, 1 tuba bajo, cuerno de vaca.
- Percusión: timbales, bombo, caja, tambor militar, tambor tenor, platillos, gong, pandereta, castañuelas, caja china, campanas tubulares, vibráfono, xilófono.

- Cuerda: 2 arpas y una sección de cuerdas con violines I y II, violas, violonchelos y contrabajos.
- Voces: soprano, contralto y tenor solistas; coro mixto (SATB) y coro de niños.

El conjunto orquestal destaca por una rica textura tímbrica con una nutrida sección de percusión. Cada canción tiene su propia orquestación, que va desde los violines primeros y segundos que acompañan al tenor en "Waters above!", hasta la orquesta completa en la primera y la última canción. El último movimiento añade el toque de un cuerno de vaca, que interpreta un sol, un do y un fa. El coro infantil asume un papel clave en el Finale, en el cual el componente "primaveral" es subrayado por jóvenes cantantes en la "primavera" de sus vidas.

## Estructura y análisis
La sinfonía consta de cuatro partes, cada una de las cuales contiene varias piezas basadas en poemas de diversos autores.
- Parte I
  - 1. Introduction. "Shine Out, Fair Sun". Lento senza rigore, para coro mixto (Texto: anónimo del siglo XVI).
  - 2. "The Merry Cuckoo". Vivace, para tenor solista (Texto: Edmund Spenser).
  - 3. "Spring, the Sweet Spring". Allegro con slancio, para soprano, contralto y tenor solistas; y coro mixto (Texto: Thomas Nashe).
  - 4. "The Driving Boy". Allegro molto, para soprano solista y coro de niños (Texto: George Peele y John Clare).
  - 5. "The Morning Star". Molto moderato ma giocoso, para coro mixto (Texto: John Milton).

- Parte II 
  - 6. "Welcome, Maids of Honour". Allegretto rubato, para contralto solista (Texto: Robert Herrick).
  - 7. "Waters above!". Molto moderato e tranquillo, para tenor solista (Texto: Henry Vaughan).
  - 8. "Out on the Lawn I lie in Bed". Adagio molto tranquillo, para contralto solista y coro mixto (Texto: Wystan Hugh Auden).

- Parte III 
  - 9. "When will my May come". Allegro impetuoso, para tenor solista (Texto: Richard Barnfield).
  - 10. "Fair and Fair". Allegretto grazioso, para soprano y tenor solistas (Texto: George Peele).
  - 11. "Sound the Flute!". Allegretto molto mosso, para coro masculino, coro femenino y coro de niños (Texto: William Blake).

- Parte IV 
  - 12. Finale. "London, to thee I do present". Moderato alla Valse, para soprano, contralto y tenor solistas, coro mixto y coro de niños (Texto: Anon, Francis Beaumont y John Fletcher).

La interpretación de esta obra dura aproximadamente entre 40 y 45 minutos. Se trata de una obra híbrida; en parte sinfonía, en parte oratorio y en parte ciclo de canciones. Por un lado, sus cuatro partes se corresponden aproximadamente con la división tradicional de una sinfonía en cuatro movimientos: Allegro con introducción lenta, movimiento lento, scherzo y finale. Por otro lado, inserta contextualmente una estructura de oratorio con números de canto solista (arias, dúos, tríos a veces con inserciones corales) y amplias páginas sinfónico-corales que con su prevalencia constituyen el horizonte "escénico" del oratorio. El compositor establece cada poema como una entidad independiente dentro de cada movimiento y simplemente pasa a la siguiente sección con un attacca. Un total de doce números se distribuyen entre las cuatro partes: cinco en la primera, tres tanto en la segunda como en la tercera, y uno en la última. Sobre todo se cierne un aura vibrante de anticipación, de presagios, de invocaciones a la llegada de la primavera. Son episodios que dan voz a varios poemas, en su mayoría de autores ingleses del siglo XVI. En dos casos son textos anónimos: el primero para el episodio inicial y el otro del siglo XIII para casi todo el final. Al final de cada parte Britten coloca estratégicamente textos de especial significación, de particular patetismo poético-cultural: Milton al final de la primera, Auden de la segunda, Blake de la tercera y "Sumer is icumen in" al final de la última parte. Según algunos críticos el centro emocional de esta sinfonía es el último número de la segunda parte sobre el poema de W. H. Auden, así como el último número de la tercera parte, sobre el texto de W. Blake. Se trata de una fantasía lingüística que transcurre con la naturaleza cautivadora de los modos arcaizantes y las sutilezas arcaicas a los arabescos y las florituras barrocas, aunque no socavada por deformaciones neoclásicas. Se evidencia una fluidez vocal espontánea, tanto en la escritura solista como en la coral, no afectada por extrañezas forzadas ni instrumentales. Un don que le ha concedido los más brillantes logros en el campo operístico.
Esta obra es una empresa de gran envergadura desde todos los puntos de vista y muestra la otra cara de la moneda del compositor inglés de San Nicolás. Se trata de una obra de intenciones serias y muy contemporánea para su época que muestra su predilección por la antología de textos, por la creación de sorprendentes momentos de desenfado -cercanos a los episodios humorísticos de sus óperas- y por la producción de una orquestación de gran colorido y vivacidad. A pesar de haber sido compuesta para un conjunto y un director estadounidenses, esta obra representa la quintaesencia británica. Los poemas contienen fuertes conexiones con la imaginería pastoral inglesa y algunos se asocian para siempre con la configuración de madrigales. De hecho, este énfasis madrigalístico burbujea suavemente bajo la superficie durante gran parte de la obra y señala dónde se encuentran realmente las raíces de Britten.

### Parte I
La primera parte equivale aproximadamente al Allegro con introducción lenta de una sinfonía y contiene cinco piezas. La sinfonía comienza situándose en pleno invierno. Las cinco secciones presentan diversas orquestaciones que contribuyen al colorido y la variedad del movimiento más largo.
- La primera pieza se titula Introduction. "Shine Out, Fair Sun" (Brilla, hermoso sol) y lleva la indicación de tempo Lento senza rigore. Se basa en un poema anónimo del siglo XVI, según la atribución "Anon." de Britten en la partitura, pero podría ser obra de George Chapman. Se trata de una oración dedicada al sol en invierno que pide llegada de la primavera. Se abre con una introducción lenta, oscura y misteriosa en la que destacan los tonos helados del vibráfono. La pieza está escrita para coro mixto sin acompañamiento que va alternándose con la orquesta. Pero sus fuerzas se unen para tres tratamientos concisos y rápidos de poemas desenfadados en las siguientes piezas.
- La segunda pieza se titula "The Merry Cuckoo" (El alegre cuco) y lleva la indicación Vivace. Se basa en un poema de Edmund Spenser. La pieza está escrita para tenor solista acompañado por tres trompetas.
- La tercera pieza se titula "Spring, the Sweet Spring" (Primavera, la dulce primavera) y lleva la indicación Allegro con slancio, Se basa en un poema de Thomas Nashe. La pieza está escrita para soprano, contralto y tenor solistas junto con el coro mixto. Los solistas imitan el canto de los pájaros.
- La cuarta pieza se titula "The Driving Boy" (El chico conductor) y lleva la indicación Allegro molto. Se basa en un poema de George Peele y John Clare. La pieza está escrita para soprano solista y coro de niños. Las voces infantiles cantan y a veces silban, acompañados por la pandereta. La soprano canta sobre los silbidos corales.
- La quinta pieza se titula "The Morning Star" (La estrella de la mañana) y lleva la indicación Molto moderato ma giocoso. Se basa en un poema de John Milton. La pieza está escrita para coro mixto. La primera parte se ensancha en esta pieza final, sin perder nada de su humor.

### Parte II
La segunda parte se corresponde aproximadamente con el movimiento lento de la sinfonía y contiene tres piezas. En palabras del compositor, esta segunda parte aborda "el lado más oscuro de la primavera: las violetas que se marchitan, la lluvia y la noche".
- La primera pieza se titula "Welcome, Maids of Honour" (Bienvenidas, damas de honor) y lleva la indicación Allegretto rubato. Se basa en el poema "To Violets" (A las violetas) de Robert Herrick, aquí rebautizado "Welcome, Maids of Honour". La pieza está escrita para contralto solista.
- La segunda pieza se titula "Waters above!" (¡Aguas arriba!) y lleva la indicación Molto moderato e tranquillo. Se basa en el poema "The Shower" (La ducha) de Henry Vaughan, aquí retitulado "Waters above!". La pieza está escrita para tenor solista y presenta un carácter más sosegado.
- La tercera pieza se titula "Out on the Lawn I lie in Bed" (Afuera en el césped me echo en la cama) y lleva la indicación Adagio molto tranquillo. Se basa en cuatro de las dieciséis estrofas del poema "Summer Night" (Noche de verano) de Wystan Hugh Auden, aquí rebautizado "Out on the Lawn I lie in Bed". La pieza está escrita para contralto solista y coro mixto. Es una exaltación del estado de abandono a la naturaleza y a la memoria.

### Parte III
La tercera parte equivale aproximadamente al scherzo de la sinfonía y contiene tres piezas. Se estructura como una suite de canciones de danza que mira hacia mayo y luego hacia el verano.
- La primera pieza se titula "When will my May come" (¿Cuándo llegará mi mayo?) y lleva la indicación Allegro impetuoso. Se basa en un poema de Richard Barnfield. La pieza está escrita para tenor solista.
- La segunda pieza se titula "Fair and Fair" y lleva la indicación Allegretto grazioso. Se basa en un poema de George Peele. La pieza está escrita para soprano y tenor solistas.
- La tercera pieza se titula "Sound the Flute!" (¡Suena la flauta!) y lleva la indicación Allegretto molto mosso. Se basa en un poema de William Blake. La pieza está escrita para coro masculino, coro femenino y coro de niños. Con los versos ágiles e imaginativos de Blake se alcanza el ápice de alegre resplandor por la llegada de una nueva era, sobre la ola de vivaces acentos corales, que resuenan en las voces blancas. Y en la orquesta, se libera una constelación de timbres multicolores, una pirotecnia plateada y dorada, un excedente de alegría.

### Parte IV
El cuarta y última parte constituye el Finale de la sinfonía y consta de una sola pieza titulada "London, to thee I do present" (Londres, a ti presento) que lleva la indicación Moderato alla Valse. Se basa principalmente en el alegre discurso final de la comedia The Knight of the Burning Pestle (El caballero de la ardiente mano) de Francis Beaumont y John Fletcher. La pieza está escrita en do mayor para soprano, contralto y tenor solistas, coro mixto y coro de niños. Es una versión cantada del citado discurso que está ambientada de manera estridente. El coro completo se une en un vals sin letra y a todo pulmón que representa a los juerguistas de la fiesta del primero de mayo animados por el vino y la cerveza, confirmado por algunas modulaciones inesperadas. Alcanza su clímax cuando el ciclo del invierno al verano concluye con el coro de niños coronando las imponentes frases corales con una versión de "Sumer is icumen in" (Aquí llega el verano), que es interpretada casi gritada por las voces infantiles acompañadas por trompas al unísono. "Sumer is icumen in" es una ronda o canon perpetuo a tres voces al unísono anónimo del siglo XIII. Se trata de un célebre canto polifónico medieval británico, un himno festivo a los presagios de la nueva estación en las cosas, en las criaturas y en la naturaleza entera. La sencilla melodía del canon, cantada en compás de 2/4 sobre el inflexible vals en 3/4 del resto del conjunto, consigue imponerse al final. Por último las celebraciones se apaciguan y el Maylord, el acompañante masculino de la reina de mayo, interpretado por el tenor solista ofrece una bendición final con la proclamación: "Y así, amigos míos, termino" seguido de un enorme acorde final en do mayor.

## Recepción de la obra
Según Paul Spicer esta pieza es una de las obras corales/orquestales más originales de la primera mitad del siglo XX y debería ser más conocida e interpretada animando a los coros y orquestas a su difusión.

## Discografía selecta
La pieza ha sido objeto de diversas grabaciones, entre las que destacan:
- 1949 – Eduard van Beinum (dir.); Jo Vincent, Kathleen Ferrier, Peter Pears (solistas); Orquesta del Concertgebouw, Coro de la radiodifusión neerlandesa, coro de niños de la iglesia de San Willibrord (Decca; grabación del archivo de la radio neerlandesa del estreno).
- 1960 – Benjamin Britten (dir.); Jennifer Vyvyan, Norma Procter, Peter Pears (solistas); Coro y Orquesta de la Royal Opera House, coro de niños de la Emanuel School, Wandsworth (Decca).
- 1963 – Leonard Bernstein (dir.); Jennifer Vyvyan, Regina Sarfaty, Richard Lewis (solistas); Orquesta Filarmónica de Nueva York, coro de niños de The Little Church Around the Corner, coro de niños de la iglesia de St. Paul (Westfield, New Jersey) (New York Philharmonic Editions; en vivo mayo 1963).
- 1979 – André Previn (dir.); Sheila Armstrong, Janet Baker, Robert Tear (solistas); Coro y Orquesta Sinfónica de Londres; coro de niños de St Clement Danes School (EMI Classics).
- 1990 – Richard Hickox (dir.); Elizabeth Gale, Alfreda Hodgson, Martyn Hill (solistas); Coro y Orquesta Sinfónica de Londres, Southend Boys' Choir (Chandos).
- 1997 – John Eliot Gardiner (dir.); Alison Hagley, Catherine Robbin, John Mark Ainsley (solistas), Orquesta Philharmonia, Coro Monteverdi, Salisbury Cathedral Choristers (DG).
- 2024 – Simon Rattle (dir.); Elizabeth Watts, Alice Coote, Allan Clayton (solistas); Coro y Orquesta Sinfónica de Londres, Tiffin Boys' Choir, Tiffin Children's Chorus, The Tiffin Girls' School Choir (LSO Live).